# Чапмен, Матиас Фаррелл
Матиас Франк Чапмен (англ. Mathias Frank Chapman) (род. 29 июня 1882, Уильямс, округ Джозефин, Орегон, США — умер 28 декабря 1934, Инглвуд, округ Лос-Анджелес, Калифорния, США) — американский горный инженер, известен как основатель коммерческого разведения шиншилл в США.

## Биография
Чапмен родился в Уильямсе, штат Орегон. 8 июля 1906 года он женился на Матильде Евгении «Тилли» Барретт Чапмен. У них родился сын — Реджинальд Евгений Чапмен  (3 мая 1907 — 20 декабря 1987). После смерти жены в 1907 году Реджинальда воспитывала семья матери. В 1918 году Чапмен женился во второй раз на Анне «Энни» Карр Чапмен.
С 1918 по 1923 год Чапмен работал горным инженером в Чили для меднорудной компании «Анаконда» . Во время пребывания в Чили он заинтересовался идеей разведения шиншилл и решил собрать достаточное количество животных для их разведения в неволе. С 1919 по 1922 год он активно искал шиншилл в Андах, сумев поймать 8 самцов и 3 самки.
В начале 1923 года, после сложных переговоров, Чапмен получил разрешение на вывоз шиншилл в США. 15 января 1923 года он, его жена и 11 шиншилл начали путешествие обратно. Животных провезли на поезде от Потериллос до побережья, а затем на пароходе до порта Кальяо, Перу. В порту Чапмену пришлось тайно загрузить шиншилл на японское грузовое судно "Аню Мару", чтобы избежать сложностей с таможенными органами. Капитан судна согласился на присутствие животных на борту при условии, что они не причинят вреда. 
Чапмен с женой поддерживали необходимую температуру в каюте для предотвращения гибели шиншилл, используя мокрые полотенца и лед. Несмотря на усилия, один самец погиб, но за время путешествия родились два шиншилленка. 22 февраля 1923 года Чапмен и его шиншиллы прибыли в порт Сан-Педро, Калифорния. 
Вскоре после возвращения Чапмен создал ферму в Техачапи, Калифорния, однако, из-за проблем, включая кражи животных, он переехал в Лос-Анджелес и построил новую ферму на 104-й улице в Инглвуде. Анна Чапмен активно помогала мужу в уходе за животными и развитии фермы.
22 июня 1934 года Анна Чапмен скончалась. На её надгробии высечена надпись: «Благодаря её усилиям род шиншилл сохранён навсегда».
Матиас Чапмен умер 28 декабря 1934 года в Инглвуде, спустя 11 лет после начала своей деятельности по разведению шиншилл. После его смерти дело продолжил его сын Реджинальд, который в 1942 году основал собственную ферму по разведению шиншилл.